# Trstěnice (Pardubice)
Trstěnice é uma comuna checa localizada na região de Pardubice, distrito de Svitavy.